# Zürcher Handelskammer
Die Zürcher Handelskammer (ZHK) ist ein regionaler, branchenübergreifender Wirtschaftsverband. Sie ist Interessenvertreterin von rund 1'100 angeschlossenen Unternehmen in den Kantonen Zürich, Zug und Schaffhausen. Die Zürcher Handelskammer ist ein Verein gemäss Art. 60 ff. des Schweizerischen Zivilgesetzbuches.

## Zweck
Zweck ist die Förderung der branchenübergeordneten wirtschaftspolitischen Interessen des Einzugsgebietes. Die ZHK setzt sich für liberale und marktwirtschaftlich geprägte Rahmenbedingungen ein. Gestützt auf Bundesrecht und internationale Abkommen beglaubigt die Zürcher Handelskammer Exportdokumente und stellt Zollbürgschaften aus. In Zusammenarbeit mit den Handelskammern von Basel, Bern, Genf, Lausanne, Lugano und Neuenburg bietet die ZHK eine internationale Schiedsgerichtsbarkeit an, die Swiss Chambers’ Arbitration Institution, die Streitigkeiten auf der Grundlage der Swiss Rules of International Arbitration löst.

## Organisation
Präsidentin ist Karin Lenzlinger. Sie vertritt zusammen mit dem Direktor Raphaël Tschanz die Handelskammer nach aussen. Nebst der Präsidentin und zwei Vizepräsidenten besteht der Vorstand aus 37 Mitgliedern. In der Geschäftsstelle sind 12 Mitarbeitende beschäftigt (Stand 17. Juni 2024).

## Geschichte
Auf Betreiben des Börsenvereins Zürich erfolgte 1873 die Gründung einer selbständig organisierten Handelskammer. Diese hiess zuerst Kaufmännische Gesellschaft und wurde 1919 in Zürcher Handelskammer umbenannt. Den Gründern gemeinsam war der Wunsch nach bestmöglicher Wahrung schweizerischer Handelsinteressen und Abschluss vorteilhafter Zoll- und Handelsverträge zur Erschliessung ausländischer Exportmärkte.

## Domizil
Die Geschäftsstelle ist an der Löwenstrasse 11 in Zürich (5. Stock).